# Good Fence
The Good Fence (Hebreeuws: הגדר הטובה', Nederlands: Goede Hek) is een Engelse term waarmee Israëls noordelijke grens met Libanon bedoeld wordt tijdens de Libanese burgeroorlog. De christelijke maronieten en het pro-Israëlische Vrije Libanonleger (vanaf 1980 Zuid Libanon Leger) deelde in Zuid-Libanon toentertijd de lakens uit. 
Vanaf de stichting van Israël tot aan 1970 was de Israëlisch-Libanese grens relatief rustig. Boeren uit het Israëlische Metoela werkten zelfs op het platteland in de Libanese Ayoun-vallei. Nadat Jordanië tijdens de Zwarte September van 1970 de PLO naar Libanon uitzette, nam deze organisatie langzaam de controle in Zuid-Libanon over. De aanwezigheid van de PLO in Libanon genoot steun van de Arabische Liga maar zeker niet van de gehele Libanese bevolking, die in Zuid-Libanon veel te maken hadden met misdaad, verkrachtingen, geweld en afpersingen door Palestijnse militanten. De aanwezigheid van de PLO in Zuid-Libanon en de PLO-aanvallen op Israël brachten een einde aan de relatieve rust die het grensgebied genoot. 
Het begin van de "Good Fence" staat parallel met het begin van de Libanese burgeroorlog en Israëls steun aan de maronieten (ook de autochtone sjiitische bevolking bevocht overigens de Palestijnen) van zuid Libanon in hun strijd tegen de voor hun buitenlandse PLO. Vanaf 1977 stond Israël maronieten toe om werk te zoeken in Israël en hielp Israël hen economisch door hen goederen te laten exporteren via de haven van Haifa. Ook werd de Libanese bevolking via deze grens medische hulp en onderwijs in Israël aangeboden.
De voornaamste grensovergang waar goederen door gebracht werden en Libanese arbeiders naar Israël gingen was de Fatima grensovergang vlak bij Metoela, omdat de grensovergang bij Nekura onder gezag van de UNIFIL stond. De "Good Fence" kwam tot een abrupt einde toen Israël zich onder grote internationale druk terugtrok uit Zuid-Libanon. Hezbollah nam Zuid-Libanon over en weigert tot dusver zich te ontwapenen (ondanks de VN-resoluties) waarmee het centrale gezag van de Libanese regering in Zuid-Libanon nog steeds niet geheel een feit is en het grensgebied enorm gespannen is.